# Petro Kotok
Petro Kotok (ukr. Петро Васильович Коток; ur. 28 kwietnia 1965) – ukraiński zapaśnik w stylu klasycznym. Olimpijczyk z Atlanty 1996, gdzie zajął czwarte miejsce w kategorii 130 kg. Brązowy medalista mistrzostw świata w 1994; czwarty w 1993 i szósty w 1997. Zdobył trzy medale na Mistrzostwach Europy, srebrny w 1993 i 1996. Drugi w Pucharze Świata w 1994 roku.